# Autriche au Concours Eurovision de la chanson 1961
L'Autriche a participé au Concours Eurovision de la chanson 1961, alors appelé le « Grand prix Eurovision de la chanson européenne 1961 », à Cannes, en France. C'est la 5e participation de l'Autriche au Concours Eurovision de la chanson.
Le pays est représenté par Jimmy Makulis et la chanson Sehnsucht, sélectionnés en interne par l'Österreichischer Rundfunk (ORF).

## Sélection interne
Le radiodiffuseur autrichien, Österreichischer Rundfunk (ORF), choisit en interne l'artiste et la chanson représentant l'Autriche au Concours Eurovision de la chanson 1961.
Lors de cette sélection, c'est la chanson Sehnsucht interprétée par Jimmy Makulis qui fut choisie avec Franck Pourcel comme chef d'orchestre.
| Ordre | Interprète    | Chanson   | Langue   |
| ----- | ------------- | --------- | -------- |
| 1     | Jimmy Makulis | Sehnsucht | Allemand |

## À l'Eurovision
Chaque pays a un jury de dix personnes. Chaque membre du jury peut donner un point à sa chanson préférée.

### Points attribués par l'Autriche
| 4 points | Luxembourg  |
| 3 points | Yougoslavie |
| 2 points | Suisse      |
| 1 point  | Allemagne   |

### Points attribués à l'Autriche
| 10 points | 9 points | 8 points | 7 points | 6 points |
| --------- | -------- | -------- | -------- | -------- |
|           |          |          |          |          |
| 5 points  | 4 points | 3 points | 2 points | 1 point  |
|           |          |          |          | - Suisse |

Jimmy Makulis interprète Sehnsucht en 3e position lors de la soirée du concours, le 18 mars 1961, après Monaco et avant la Finlande. Au terme du vote final, l'Autriche termine en 15e et dernière place, ex aequo avec la Belgique, sur 16 pays, ayant reçu un seul point de la part du jury britannique.